# Leksand (comuna)
Leksand (em sueco: Leksand kommun) é uma comuna da Suécia localizada no condado de Dalecárlia. Sua capital é a cidade de Leksand. Possui 1 221 quilômetros quadrados e segundo censo de 2018, havia 15 804 habitantes.